# Robert Sauber
 (novembre 2013).
Si vous disposez d'ouvrages ou d'articles de référence ou si vous connaissez des sites web de qualité traitant du thème abordé ici, merci de compléter l'article en donnant les références utiles à sa vérifiabilité et en les liant à la section « Notes et références ».
Robert Herrman Sauber (1868 à Londres - 1936) est un peintre et illustrateur britannique. 

## Biographie
Robert Sauber est le fils d’Hermann August Sauber Salesman, un Allemand, et de Francis Emily Hancock, fille de l’artiste Charles Hancock (1795-1868). Il a une sœur, Emily Ida Sauber (Woolyscroft après son mariage), et un frère, Herman Hancock.
Il étudie à l’Académie Julian, puis expose A Puritain Girl à la Royal Society of British Artists en 1888. À partir de 1889, il expose à la Royal Academy et ailleurs.
Il se marie à Londres en 1895 avec Elizabeth Emily Marie Ellis.
En 1904, Robert Sauber achète une villa à Monaco à l’éleveur de chevaux Edmond Blanc. Il installe son atelier dans l'aile ouest de la villa. Robert Sauber et sa femme vont garder la maison, dès lors appelée villa Sauber, pendant dix ans. Peu de temps avant la déclaration de guerre, en 1914, ils la revendent. 
L’atelier et l’école de Robert Sauber à Kensington (Londres) sont bombardés pendant la première Guerre mondiale, et une grande partie de ses œuvres sont perdues.
En 1925, les époux Sauber rachètent la villa Sauber à Monaco (actuel Nouveau Musée National de Monaco). Au début des années trente, ils la lèguent aux Fonds de secours des Tribunaux de simple police de Londres. Marie Sauber décède en 1934.

## Œuvres
- The Vicar’s Daughter (1890-91)
- A Welcome Passer-By
- A Ferryman’s Daughter
- L’Écouteuse (1891-92)
- Paying Toll
- A Connoisseur
- The Parson’s Daughter
- A Windy Day and Merrymaking (1892)
- A Pleasant Surprise and Hugh! (1893)